# Внукова, Карина
Карина Внукова (лит. Karina Vnukova; род. 27 марта 1985, Вильнюс) — литовская легкоатлетка, специалистка по прыжкам в высоту. Выступала на профессиональном уровне в 2000—2012 годах, многократная победительница и призёрка первенств национального значения, участница летних Олимпийских игр в Пекине.

## Биография
Карина Внукова родилась 27 марта 1985 года в Вильнюсе, Литовская ССР. В детстве играла в баскетбол и волейбол, затем перешла в лёгкую атлетику, выступала преимущественно в прыжковых дисциплинах. Окончила факультет физической культуры Вильнюсского педагогического университета.
Впервые заявила о себе в сезоне 2000 года, когда в прыжках в высоту заняла пятое место на соревнованиях в Риге.
В 2001 году вошла в состав литовской сборной и выступила на юношеском мировом первенстве в Дебрецене, где показала в той же дисциплине пятый результат.
В 2002 году на чемпионате Литвы в Каунасе завоевала серебряную награду в прыжках в высоту.
В 2005 и 2006 годах вновь становилась серебряной призёркой в зачёте национального первенства.
В 2007 году одержала победу на зимнем и летнем чемпионатах Литвы в Каунасе, отметилась выступлением на чемпионате Европы в помещении в Бирмингеме, принимала участие в молодёжном европейском первенстве в Дебрецене, где стала шестой в прыжках в высоту и провалила все свои попытки в тройном прыжке.
В 2008 году установила личные рекорды в прыжках в высоту в помещении и на открытом стадионе — 1,87 и 1,91 метра соответственно. Благодаря череде удачных выступлений удостоилась права защищать честь страны на летних Олимпийских играх в Пекине — на предварительном квалификационном этапе прыжков в высоту показала результат 1,85 метра, чего оказалось недостаточно для выхода в финал.
После пекинской Олимпиады Внукова осталась действующей спортсменкой на ещё один олимпийский цикл и продолжила принимать участие в различных легкоатлетических турнирах. Так, в 2009 году она вновь стала чемпионкой Литвы в помещении и на открытом стадионе. Будучи студенткой, представляла страну на Всемирной Универсиаде в Белграде — прыгнула здесь на 1,75 метра и в финал не вышла.
Завершила спортивную карьеру по окончании сезона 2012 года.